# スター・ウォーズ ジェダイ:フォールン・オーダー
『スター・ウォーズ ジェダイ:フォールン・オーダー』(Star Wars Jedi: Fallen Order)は、2019年11月15日に発売された映画『スター・ウォーズ』をテーマとしたゲームである。
Respawn Entertainmentにより開発された一人用3人称視点アクション・アドベンチャー。時系列は『スター・ウォーズ エピソード3/シスの復讐』と『スター・ウォーズ エピソード4/新たなる希望』の間のストーリーである。プレイヤーは主人公である「カル・ケスティス」を操作し、ゲームを進めていく。
『スター・ウォーズ バトルフロント』や『スター・ウォーズ バトルフロントII』とは違い、オンラインモードはなくストーリーモードのみとなり、PlayStation 4、Xbox One、PC向けになっている。また、ダウンロードコンテンツ配信の予定もなく、本作のみで完結する力強いストーリーを予定しているとのこと。

## ストーリー
プロローグ
皇帝パルパティーンが発令した「オーダー66」によって、多くのジェダイが粛清されてから久しい時代。辛くも粛清から逃れた元ジェダイ・パダワンのカル・ケスティスは、惑星ブラッカで身を隠し、「スクラッパー・ギルド」の一員として機械の解体作業に勤しむ日々を送っていた。
しかしある日、親友のプラウフを落下事故から助けるためにフォースを使ったことで、帝国軍に自身の存在がバレてしまう。尋問官のセカンド・シスターらに捕まりそうになるが、追跡をかわして脱走。その後も帝国軍の追撃を受けて危機に陥ったが、不意に現れた宇宙船「マンティス」に助けられ、難を逃れることに成功する。
序盤
マンティスに乗っていたのは、気難しい船長のグリーズ・ドリタスと、元ジェダイの女性シア・ジュンダ。シアは帝国軍に対抗するため、ジェダイ・オーダーの再建を望んでいた。その後、マンティスは惑星ボガーノに降り立ち、シアはケスティスに古代の宝物庫へ向かうよう促す。言われた通り宝物庫に向かったケスティスは、道中で人懐っこいドロイドのBD-1と出会い、仲間にする。
宝物庫の中に入ると、そこでBD-1がある映像を再生した。その映像は、ジェダイ・マスターのイーノ・コルドヴァが、既知の幼いフォース感応者のリストが納められた《ホロクロン》をその宝物庫に隠したことを示すものだった。《ホロクロン》があれば「ジェダイ・オーダーの再建」が可能になるが、それを手に入れる為には、古代文明ゼフォの3人の賢人の霊廟に行く必要があった。
マンティスに戻ったケスティスは、ジェダイ・オーダー再建のため、シアとドリタス、BD-1とともに、3人の賢人の霊廟を訪れる旅に出る。

## 登場人物

### 宇宙船スティンガー・マンティス
カル・ケスティス (Cal Kestis)
演 - キャメロン・モナハン / 日本語吹替 - 相楽信頼（日）
本作の主人公で、オーダー66の粛清を生き延びた人間男性のジェダイ・パダワン。
身を隠しながら惑星ブラッカ (Bracca) で「スクラッパー・ギルド」の一員として働いていた。
あるとき、ケスティスはフォース感知者であることが知られ、尋問官に追われる立場となった。
尋問官に追われながらもケスティスはジェダイ・オーダー再建のための「クエスト」に旅立った。
BD-1
声 - ベン・バート
カル・ケスティスと行動を共にする、恐れ知らずにして好奇心旺盛な小さなドロイド。
他のBDユニットと同様、あらゆる地形に適応し、研究者または探索者の理想的なアシスタントとなるよう設計されていた。
シア・ジュンダ (Cere Junda)
演 - デブラ・ウィルソン / 日本語吹替 - 北西純子（日）
かつてジェダイの騎士であった人間の女性。カル・ケスティスと出会い、ケスティスの指導者となった。
ケスティスとドリタスと共に、帝国に対抗するため、ジェダイ・オーダー再建の旅に出る。
ジェダイだった頃は、トリラ・スドゥリというパダワンがいた。オーダー66による粛清が始まった時、トリラを含むパダワン達を隠したが、帝国軍に拘束される。そこで壮絶な拷問を受け、耐えきれずにトリラたちの居場所を吐いてしまった。その後、トリラが捕えられ、彼女はシアが自分を帝国に売ったと恨み、シアの目の前で暗黒面に堕ちて「セカンド・シスター」と化してしまった。暗黒面の力を借りて拘束を解きなんとか脱出に成功したが、トリラが暗黒面に堕ちたことに責任を感じ、フォースと縁を切った。
グリーズ・ドリタス (Greez Dritus)
演 - ダニエル・ローバック / 日本語吹替 - かぬか光明（日）
宇宙船〈スティンガー・マンティス〉(Stinger Mantis) の船長であるラテロのパイロット。
気難しい性格で知られているが、ドリタスはシア・ジュンダには高く評価されていた。博打癖がある。

### ジェダイ関係者
イーノ・コルドヴァ (Eno Cordova)
演 - トニー・アメンドーラ / 日本語吹替 - 山内健嗣（日）
古代文明を探したジェダイ・マスター。
シア・ジュンダの師であり、共和国時代にはシアと共にある惑星の神殿の採掘の監督を行った。
ジャロ・タパル (Jaro Tapal)
演 - トラヴィス・ウィリンガム / 日本語吹替 - 斉藤次郎（日）
ラサットのジェダイ・マスターで、カル・ケスティスの師。オーダー66による粛清の時、ケスティスを逃がすために犠牲となった。

### キャッシーク
ソウ・ゲレラ (Saw Gerrera)
声 - フォレスト・ウィテカー / 日本語吹替 - KENN（日）
オンダロンの反乱者たちを母体として組織された反乱分子「パルチザン」を率いる人間の男性。
惑星キャッシークの帝国の補給線を攻撃する際、カル・ケスティスと出会い、ケスティスに協力を要請した。
マリ・コーサン (Mari Kosan)
演 - スマリー・モンタノ / 日本語吹替 - 丸山雪野（日）
ソウ・ゲレラの反乱分子に所属する人間の女性。

### ダソミア
ナイトシスター・メリン (Nightsister Merrin)
演 - ティナ・イブレフ / 日本語吹替 - 木下紗華（日）
ケスティスが出会ったダソミリアンの女性。
フォースの使い手で、ジェダイともシスとも違う強力な「魔術」を使う。また、「ナイトブラザー」と呼ばれる屈強な戦士達を多数従えているほか、生ける屍達を操ってけしかけることもできる。
ライトセーバーを持つ者（グリーヴァス将軍）に一族を虐殺された過去があり、ジェダイを含むよそ者を嫌っている。そのため、ジェダイ・オーダー再建のために訪れたケスティスに対し、当初は敵意を持ってすぐに立ち去るように警告した。また、マリコスがケスティスに協力を持ちかけたことも怒りをあらわにした。マリコスの企みを知ると、2人に生ける屍達をけしかけて、一度はケスティスを星から追い出す。しかし、再び戻ってきたケスティスと会話を交わすうちに、滅ぼされた教義の生き残りという共通点を持つこともあり、徐々にケスティスを信頼していく。そして、マリコスをケスティスと共闘して倒すと、自分も共にジェダイ・オーダー再建の旅に同行すると話し、マンティスの一員となった。
タロン・マリコス (Taron Malicos)
演 - リアム・マッキンタイア / 日本語吹替 - 原田晃（日）
ケスティスが出会った人間の男性。自身を古代の文明の研究者と名乗った。
その正体は、元ジェダイ。オーダー66の粛清から逃れた後ダソミアに不時着し、そこで闇と狂気に囚われる。そして、力を取り戻すためにメリンとナイトブラザーを操り、彼らの魔術の秘密を我が物にしようとしていた。ケスティスに「ジェダイの時代は終わった」と説いて仲間に加わるよう誘うが、断られる。ケスティスを始末しようとライトセーバーで襲い掛かり、一度は圧倒するが、メリンがケスティスに加勢したことで劣勢となり、倒された。
演者のリアム・マッキンタイアは『スター・ウォーズ レジスタンス』においてコマンダー・パイアを演じた人物である。

### 銀河帝国軍
セカンド・シスター (Second Sister)
演 - エリザベス・グラロン / 日本語吹替 - 武田華（日）
帝国軍の尋問官の一人。覆面をした人間の女性で、フォースの暗黒面を操るジェダイ・ハンター。
パージ・トルーパーを率い、ジェダイの生き残りであるカル・ケスティスを追跡した。
その正体は、元ジェダイ・パダワンのトリラ・スドゥリ。ジェダイだった頃は、シア・ジュンダのパダワンだった。オーダー66による粛清の時、拷問に耐えかねてシアが居場所を吐いたことで、帝国軍に拘束される。このことで、シアが自分を帝国軍に売ったと思い、シアに対して憎悪を抱き、暗黒面に転落。セカンド・シスターと化した。
ゲームに先駆け、『スター・ウォーズ：シスの暗黒卿 ベイダーの城』にも登場した。
ナインス・シスター (Ninth Sister)
声 - ミスティ・リー（米）、きそひろこ（日）
帝国軍の尋問官の一人。ドウーティンの女性で、そびえ立つ巨躯。本名はマサナ・タイド。
感情を読み取る力に長け、尋問を得意としている。
他の尋問官ほどの機敏さはないが、その巨体、怪力とジェダイの訓練を駆使して戦った。
元はジェダイ・オーダーに所属していたが、暗黒面に転向してベイダーの元で訓練を積み、尋問官となった。
ゲームに先駆け、『スター・ウォーズ：シスの暗黒卿 潰えた遺産／燃える海原』にも登場した。
パージ・トルーパー (Purge Trooper)
尋問官達が従えている、黒いアーマーのトルーパー。帝国軍の尋問官プログラムに所属し、ジェダイの生き残りの抹殺を目的としている。トルーパーのエリートとも呼べる存在で、ストーム・トルーパーとは比較にならないほど高い戦闘力を持つ。
ダース・ベイダー (Darth Vader)
声 - スコット・ローレンス（米）、中村浩太郎（日）
皇帝の腹心の部下で、シスの暗黒卿。本名はアナキン・スカイウォーカー。
フォースの暗黒面の強力な使い手で、ライトセーバーの剣術にも長けている。
元はジェダイ騎士だったが、パルパティーンの巧みな誘導により暗黒面に転落し、シスとなる。尋問官計画を統べる。
ダース・シディアス（Darth Sidious）
演 - サム・ウィットワー / 声 - 浦山迅（日）
銀河帝国の頂点に君臨する「皇帝」。シスの暗黒卿で、ベイダーの師。本名はシーヴ・パルパティーン。
フォースの暗黒面の極めて強力な使い手で、ベイダーさえも恐れる存在。実力はフォース・ライトセーバー共に、最強のジェダイ・マスターであったヨーダと互角以上。
元は銀河共和国の元老院最高議長だったが、壮大な計画の元にクローン戦争を勃発させ、その末期にオーダー66を発令してジェダイを抹殺。共和国を解体して銀河帝国を建国した。

### その他
プラウフ (Prauf)
声 - JB・ブラン（米）、東和良（日）
スクラッパー・ギルドに所属する元気でおしゃべりなアベドネドの男性。
かつては船のエンジニアとして働いており、その経験を活かして遺棄された船の解体に役立てていた。
カル・ケスティスとは友人や家族の様に近しい存在であり、ケスティスを兄弟の様に思ってギルドの仕事を与えていた。
プラウフとケスティスの奇妙なコンビは熱心に働き、トラブルとは無縁だったため、ギルドの監督者の注意を引くことはなかった。
ソルク・トルモ (Sorc Tormo)
演 - ルーク・クック / 日本語吹替 - 岩城泰司（日）
犯罪組織「ハクシオン・ブルード」を率いるアンバランの犯罪王。
自身の施設で闘技場も管理している。
クローン・トルーパー (Clone Trooper)
声 - ディー・ブラッドリー・ベイカー
共和国軍に仕えたクローン技術で作られた兵士。
ジェダイの反乱によって発令されたオーダー66によりジェダイを攻撃した。
オビ＝ワン・ケノービ
日本語吹替 - 森川智之（日）